# Зон, Игнатий Сергеевич
Игнатий Сергеевич Зон (фр. Ignatij Zon; 1870-е годы, Российская империя — после 1931, Париж) — российский театральный деятель, антрепренёр, владелец театров.
Родился в 1870-е годы. Служил буфетчиком в московских увеселительных заведениях, разбогател.
Впервые открыл свою антрепризу в 1896 году в московском саду «Антей» на Антроповых ямах (в саду «Эрмитаж» на Божедомке), затем перенёс поле своей деятельности в Санкт-Петербург, где владел Новым театром (в сезон 1909/1910 годов[уточнить]).
В 1911 году вернулся в Москву, снял бывший театр Омона «Буфф» на Триумфальной площади, переименовал его в «Театр Зон» и ставил в основном оперетты.
Игнатию Сергеевичу Зону и актрисе его театра Изе Кремер были посвящены стихи Игоря Северянина «Голубое письмо».
После октябрьской революции 1917 года переселился в Одессу.
В 1919 году эмигрировал во Францию и обосновался в Париже. Вместе с театральным деятелем Л. Г. Мунштейном основал труппу «Маски» и в 1923 году гастролировал с ней в Италии. С 8 ноября по 2 декабря 1923 года «Маски» выступали с большим успехом в туринском театре «Одеон» (итал. Teatro Odeon di Torino) при посредничестве итальянского предпринимателя Риккардо Гуалино. Это был дебют русских театралов в Турине, и об их работе в местной газете появилась статья «Наконец немножко России» с текстом «Наконец в Турине повсюду слышится русская речь. В театре Кариньяно играет Татьяна Павлова, в театре „Одеон“ — встречайте русскую труппу „Маски“, непременно увидите ножки русских балерин, и в клубе „Друзья искусства“ организатор вам рассказывает, что добился присутствия танцовщицы Руской на театральной сцене клуба».
В 1925 году вместе с Василием Григорьевичем Воскресенским (он же полковник де Базиль) и князем Алексеем Акакиевичем Церетели организовал в Париже театральное агентство «Цербазон» (сокращение от Церетели, Базиль, Зон), которое стало учредителем антрепризы «Русской оперы Елисейских полей» в Париже.
В 1930 году вместе с импресарио Александром Павловичем Рогнедовым (?—1958) создал общество «Розон», занимавшееся организацией артистических гастролей и финансированием театральных предприятий.
В 1931 году издавал журнал «Мир и творчество» (вышло всего 2 номера, ноябрь-декабрь 1931, № 1-2). Главным редактором был литератор и адвокат Анатолий Герман-Вершковский (? — после 1965), эмигрировавший в Париж, среди авторов — князь и драматург В. В. Барятинский, прозаик М. А. Алданов, литератор С. Р. Минцлов, режиссёр и драматург Н. Н. Евреинов.